# 1908년 하계 올림픽 사격 남자 50yd 단체 자유 권총
1908년 하계 올림픽 사격 남자 50yd 단체 자유 권총 1908년 하계 올림픽 사격의 15개 세부종목 중 하나로, 1908년 7월 11일 비즐리 소총사격장에서 열렸다.
총 7개국 28명의 선수가 참가하였으며, 각 팀당 선수 4명으로 구성되었다. 이번이 첫 출전이었던 미국팀이 우승을 차지하였으며 동메달을 차지한 영국팀 역시 첫 출전이었다. 은메달을 획득한 벨기에는 1900년 4위에 그친 이래 첫 메달을 획득하였다.

## 배경
오늘날 남자 ISSF 50m 권총이라 불리는 종목의 단체 경기로서, 올림픽에서 치러진 역대 두번째 대회였다. 1900년부터 1920년까지 총 4차례에 걸쳐 열렸다.
영국, 그리스, 스웨덴, 미국이 처음으로 출전하였으며 벨기에, 프랑스, 네덜란드는 1900년 하계 올림픽에 이어 이번이 두번째 출전이었다. 지난 대회 우승국인 스위스는 이번 대회에 출전하지 않았다.

## 경기 방식
각 선수는 50야드 거리에서 직경 50cm의 원형 과녁을 향해 6발씩 10번, 총 60발을 쏘아 점수를 얻는 방식으로 진행되었다. 과녁은 한칸당 1점씩 최대점수 10점까지의 점수가 표시되어 있었으며 한 선수당 얻을 수 있는 만점은 600점, 팀당 만점은 2400점이었다. 일반권총이나 연발권총이라면 어떤 규격이든 사용이 허가되었으나 과녁 겨냥 시 본인의 시각에만 의존하도록 제한하였다. 탄약 역시 금속제라면 어떤 것이든 허용되었다.

## 일정
경기 일정은 다음과 같았다.
| 날짜                   | 경기   |
| ---------------------- | ------ |
| 1908년 7월 10일 금요일 | 결승전 |

## 경기 결과
| 순위 | 선수     | 국가                      | 점수 |
| ---- | -------- | ------------------------- | ---- |
| 1    | 미국     | 팀 총점                   | 1914 |
| 1    | 미국     | 제임스 고맨               | 501  |
| 1    | 미국     | 어빙 콜킨스               | 473  |
| 1    | 미국     | 존 디츠                   | 472  |
| 1    | 미국     | 찰스 액스텔               | 468  |
| 2    | 벨기에   | 팀 총점                   | 1863 |
| 2    | 벨기에   | 파울 판아스브룩           | 493  |
| 2    | 벨기에   | 레지날 스토름             | 477  |
| 2    | 벨기에   | 샤를 포미에르 뒤 베르제르 | 462  |
| 2    | 벨기에   | 르네 앙글베르             | 431  |
| 3    | 영국     | 팀 총점                   | 1817 |
| 3    | 영국     | 제시 월링퍼드             | 477  |
| 3    | 영국     | 제프리 콜스               | 459  |
| 3    | 영국     | 헨리 린치스톤턴           | 446  |
| 3    | 영국     | 윌리엄 엘리콧             | 435  |
| 4    | 프랑스   | 팀 총점                   | 1750 |
| 4    | 프랑스   | 앙드레 바르비야           | 463  |
| 4    | 프랑스   | 앙드레 르고               | 440  |
| 4    | 프랑스   | 레옹 모로                 | 436  |
| 4    | 프랑스   | 장 데파시오               | 411  |
| 5    | 스웨덴   | 팀 총점                   | 1732 |
| 5    | 스웨덴   | 빌헬름 칼베리             | 471  |
| 5    | 스웨덴   | 에리크 칼베리             | 462  |
| 5    | 스웨덴   | 요한 휘브너 본 홀스트     | 416  |
| 5    | 스웨덴   | 프란스알베르트 샤르타우   | 383  |
| 6    | 네덜란드 | 팀 총점                   | 1632 |
| 6    | 네덜란드 | 야코프 판데르콥           | 449  |
| 6    | 네덜란드 | 헤라르트 판덴베르흐       | 401  |
| 6    | 네덜란드 | 얀 더 블레카우르트        | 398  |
| 6    | 네덜란드 | 핏 텐 브뤼헌 카터         | 384  |
| 7    | 그리스   | 팀 총점                   | 1576 |
| 7    | 그리스   | 프랑기스코스 마브롬마티스 | 419  |
| 7    | 그리스   | 알렉산드로스 테오필라키스 | 401  |
| 7    | 그리스   | 요아니스 테오필라키스     | 398  |
| 7    | 그리스   | 게오르기오스 오르파니디스 | 358  |